# Pachydactylus barnardi
Pachydactylus barnardi — вид геконоподібних ящірок родини геконових (Gekkonidae). Мешкає в Намібії і Південно-Африканській Республіці. Вид названий на честь південноафриканського зоолога Кеппеля Харкорта Барнарда.

## Поширення і екологія
Pachydactylus barnardi мешкають в регіоні Намакваленду на крайньому півдні Намібії та на північному заході ПАР (на південь до Кнерсвлакте). Вони живуть серед скель, порослих суккулентними чагарниками, на морському узбережжі та на берегах річок. Зустрічаються на висоті до 1200 м над рівнем моря. Відкладають яйця.